# Даш-Аґол
Даш-Аґол (перс. داش اغل‎) — село в Ірані, входить до складу дехестану Дул у Центральному бахші шахрестану Урмія провінції Західний Азербайджан.